# Gambellara
Gambellara é uma comuna italiana da região do Vêneto, província de Vicenza, com cerca de 3.200 habitantes. Estende-se por uma área de 12 km², tendo uma densidade populacional de 267 hab/km². Faz fronteira com Lonigo, Montebello Vicentino, Montecchia di Crosara (VR), Monteforte d'Alpone (VR), Roncà (VR), San Bonifacio (VR).

## Demografia
| Variação demográfica do município entre 1861 e 2011                               |
|                                                                                   |
| Fonte: Istituto Nazionale di Statistica (ISTAT) - Elaboração gráfica da Wikipedia |